# Holterberg
De Holterberg is een heuvelachtig gebied, dat deel uitmaakt van het Nationaal Park Sallandse Heuvelrug. De Holterberg dankt zijn naam aan het Overijsselse dorp Holten dat ten zuiden van dit gebied ligt. In het noorden grenst dit gebied aan de Haarlerberg en Noetselerberg. Dit natuurgebied omvat veel heidevelden die worden afgewisseld door (naald)bossen. Alleen op de Holterberg komen in Nederland korhoenders voor.
Op de Wullenberg, het zuidelijk deel van de Holterberg, ligt het Natuurmuseum Holterberg.
Ongeveer drie kilometer ten noorden van de Holterberg ligt de Grote Koningsbelt.

## Bekende wandelroutes
De wandelroute het Pieterpad gaat over het hoogste punt van de Holterberg (59,5 meter boven NAP). Even ten noorden van de Holterberg ligt de Koningsbelt (75,5 meter).
Van oost naar west en v.v. loopt aan de zuidzijde de Europese wandelroute E11, ter plaatse beter bekend als Marskramerpad.

## Canadese begraafplaats
Op de Holterberg bevindt zich de Holten Canadian War Cemetery.
Op de terrassen van dit stukje officieel Canadees grondgebied liggen ongeveer 1500 militairen begraven. Ze zijn gesneuveld tijdens de Tweede Wereldoorlog, voornamelijk bij de bevrijding van Nederland in 1945.

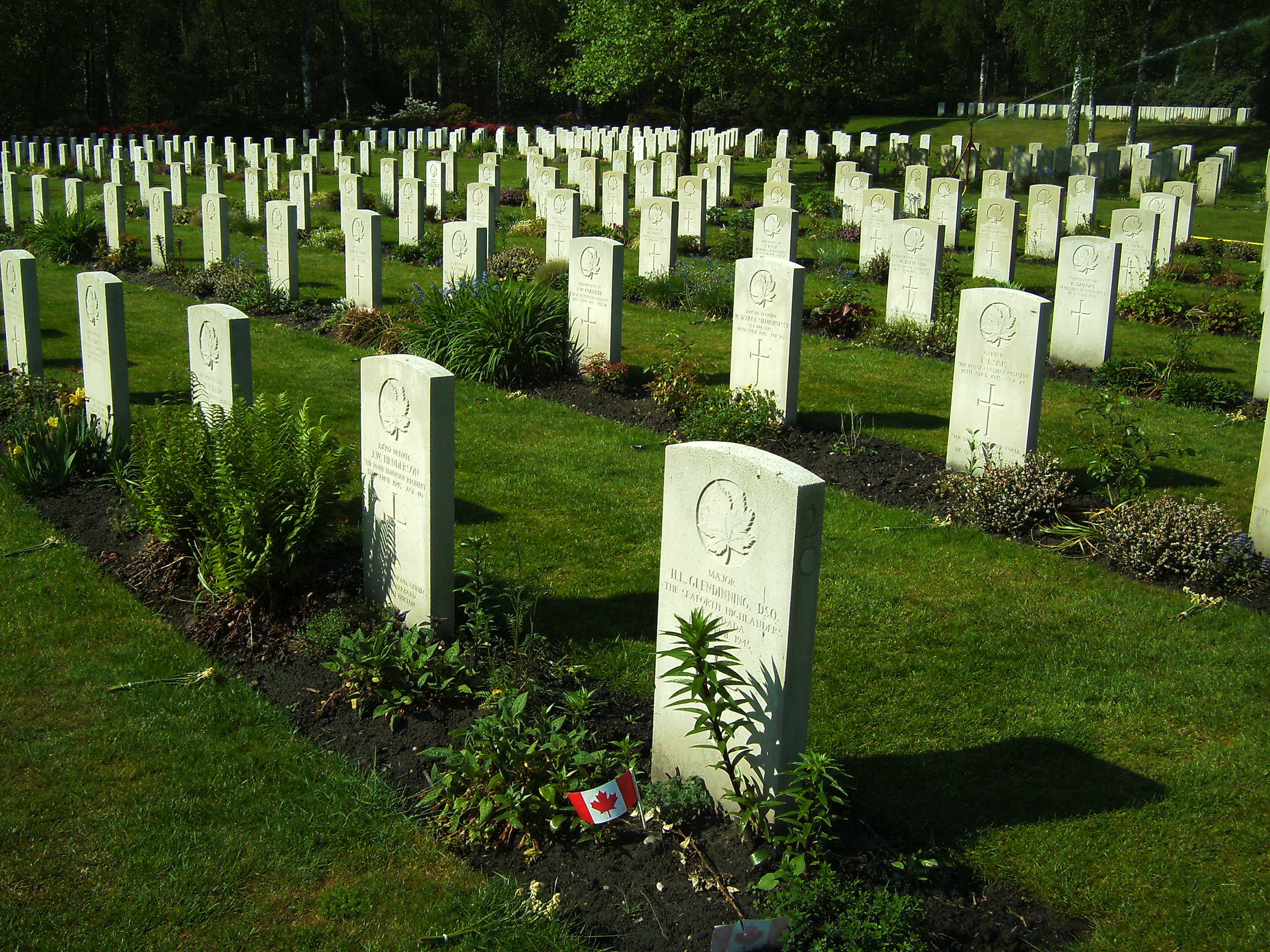
Canadese begraafplaats Holterberg